# باشگاه فوتبال آرسنال تولا
باشگاه فوتبال آرسنال تولا (روسی: ФК Арсенал Тула) یک باشگاه فوتبال در شهر تولادر کشور روسیه است. این باشگاه در لیگ برتر فوتبال روسیه بازی می‌کند. این باشگاه در سال ۱۹۴۶ تأسیس شده است. محل برگزاری بازی‌های خانگی این باشگاه است. ورزشگاه آرسنال محل برگزاری بازی‌های خانگی این باشگاه است.
آرسنال تولا اولین فصل خود را در مسابقات قهرمانی اتحاد جماهیر شوروی در سال ۱۹۴۶ با نام زنیت تولا انجام داد و در بخش مرکزی مسابقات قهرمانی RSFSR شرکت کرد و در اولین فصل خود پنجم شد. پیشروهای آرسنال تولا عمدتاً در لیگ دوم شوروی بازی کردند و هرگز در لیگ برتر شوروی بازی نکردند. این باشگاه قهرمان منطقه غرب لیگ فوتبال حرفه ای روسیه در سال‌های ۱۹۹۷ و ۲۰۰۳ بود و از سال ۱۹۹۸ تا ۲۰۰۱ و در سال ۲۰۰۴ در لیگ ملی فوتبال روسیه شرکت کرد. در سال ۲۰۰۵، آرسنال تولا به دلیل مشکلات مالی مجوز FNL دریافت نکرد. یک بار دیگر در منطقه غرب در PFL به رقابت پرداخت. در سال ۲۰۰۶ تیم FC Arsenal Tula منحل شد و FC Oruzheynik Tula به جای آن تشکیل شد که در بخش آماتور بازی می‌کرد. در سال ۲۰۱۱، اعلام شد که تیم FC Arsenal Tula اصلاح خواهد شد.